# Manfred Glöckner
Manfred Glöckner (ur. 7 grudnia 1948 w Glauchau) – niemiecki kierowca wyścigowy.

## Życiorys
Sportami motorowymi zainteresował się w dzieciństwie. W 1976 roku zaczął pracować jako mechanik Joachima Angerera startującego w klasie B6 mistrzostw NRD. Rok później zadebiutował jako zawodnik, rywalizując Wartburgiem 353 w wyścigach górskich. W 1978 roku zadebiutował Trabantem 601 w mistrzostwach NRD w klasie A2. Pod koniec 1978 roku Glöckner zakupił od Angerera Melkusa Spyder i rozpoczął rywalizację tym pojazdem w klasie B6. Został wówczas wicemistrzem NRD, ulegając jedynie Heldze Heinrich. W 1980 roku ponownie zajął drugie miejsce, za Heinrich.
W 1982 roku zadebiutował w Formule Easter w klasie drugiej (LK II). Właścicielami jego pierwszego pojazdu byli wcześniej Frieder Kramer i Roland Prüfer. W 1984 roku został wicemistrzem LK II, dzięki czemu awansował do klasy pierwszej (LK I). W LK I rywalizował MT 77. W 1985 roku zajął piąte miejsce w mistrzostwach, a w latach 1986–1987 – dziewiąte. Ponadto w 1987 roku został powołany do reprezentacji NRD na Puchar Pokoju i Przyjaźni.
Po zjednoczeniu Niemiec rywalizował w takich seriach, jak Formuła Euro Cup, ADAC Classic czy zawodach organizowanych przez VFV.

## Wyniki
| Legenda oznaczeń w tabelach wyników Wyświetl szablon na nowej stronie | Legenda oznaczeń w tabelach wyników Wyświetl szablon na nowej stronie                                                                     |
| Oznaczenie                                                            | Wyjaśnienie |
| --------------------------------------------------------------------- | --- |
| Złoty                                                                 | Zwycięzca lub mistrzostwo |
| Srebrny                                                               | 2. miejsce lub wicemistrzostwo |
| Brązowy                                                               | 3. miejsce lub II wicemistrzostwo |
| Zielony                                                               | Ukończył, punktował (w klasyfikacji generalnej, gdy zdobył co najmniej jeden punkt na przestrzeni sezonu, poza trzema powyższymi opcjami) |
| Niebieski                                                             | Ukończył, nie punktował (w klasyfikacji generalnej, gdy nie zdobył co najmniej jednego punktu na przestrzeni sezonu)                      |
| Czerwony                                                              | Nie zakwalifikował się (NZ) |
| Czerwony                                                              | Nie prekwalifikował się (NPK) |
| Różowy                                                                | Nie ukończył (NU) |
| Różowy                                                                | Niesklasyfikowany (NS) (w klasyfikacji generalnej, gdy nie został sklasyfikowany w żadnym wyścigu sezonu)                                 |
| Czarny                                                                | Zdyskwalifikowany (DK) |
| Czarny                                                                | Wykluczony (WYK/EX) |
| Biały                                                                 | Nie wystartował (NW) |
| Biały                                                                 | Kontuzjowany (K/INJ) |
| Biały                                                                 | Wyścig odwołany (OD/C) |
| Bez koloru                                                            | Został wycofany (WYC/WD) |
| Bez koloru                                                            | Nie przybył (NP/DNA) |
| Bez koloru                                                            | Nie brał udziału w treningach (NT/DNP) |
| Bez koloru                                                            | Nie został zgłoszony (–) |
| Pogrubienie                                                           | Start z pole position |
| Kursywa                                                               | Najszybsze okrążenie wyścigu |
| †                                                                     | Nie ukończył, ale jego rezultat został zaliczony ze względu na przejechanie więcej niż 90% dystansu wyścigu.                              |
| *                                                                     | Sezon w trakcie |
| 1/2/3                                                                 | Punktowana pozycja w sprincie kwalifikacyjnym                                                                                             |
| Lista systemów punktacji Formuły 1                                    | |

### Puchar Pokoju i Przyjaźni
| Rok  | Samochód | Silnik | Wyniki w poszczególnych eliminacjach | Wyniki w poszczególnych eliminacjach | Wyniki w poszczególnych eliminacjach | Wyniki w poszczególnych eliminacjach | Pkt. | Msc. |
| ---- | -------- | ------ | ------------------------------------ | ------------------------------------ | ------------------------------------ | ------------------------------------ | ---- | ---- |
| 1987 |          |        | Polska                               |                                      |                                      |                                      | 0    | NS   |
| 1987 | MT 77    | Łada   | -                                    | NW                                   | -                                    | -                                    | 0    | NS   |
| 1990 |          |        | Polska                               | Czechosłowacja                       |                                      |                                      | 0    | NS   |
| 1990 | MT 77    | Łada   | -                                    | -                                    | -                                    | 13                                   | 0    | NS   |